# Kalenderbauten
Als Kalenderbauten werden vorgeschichtliche Bauwerke bezeichnet, welche durch ihre Ausrichtung auf den Stand der Sonne an bestimmten Tagen (zumeist den Sonnenwenden) eine kalendarisch genaue Bestimmung ermöglichten. Beispiele dafür sind die Sonnentempel und vermutlich auch die Monumente von Stonehenge sowie manche Kreisgrabenanlagen. Sicher ist diese Zuweisung allerdings bei einigen der Megalithanlagen des Typs Passage tomb, insbesondere bei Newgrange in Irland und Maes Howe auf Orkney.